# Parco nazionale di Jigme Dorji
Il parco nazionale di Jigme Dorji, dal nome del defunto Jigme Dorji Wangchuck, è il secondo più grande parco nazionale del Bhutan. Occupa la maggior parte del territorio del distretto di Gasa, così come le aree nord-occidentali del Distretto di Thimphu e del Distretto di Paro. È stato fondato nel 1974 e si estende su una superficie di 4.316 km², consentendo di abbracciare tutte e tre le zone climatiche del Bhutan, che vanno dai 1400 agli oltre 7000 metri di altitudine. Circa 6.500 persone all'interno di 1.000 famiglie vivono nel parco, praticando agricoltura di sussistenza e zootecnia. Il governo bhutanese ha tentato in passato di far inserire il parco nella lista dei patrimoni dell'umanità dell'UNESCO.

## Flora e fauna
Il parco offre rifugio per 37 specie conosciute di mammiferi tra cui diverse specie in pericolo, minacciate o vulnerabili, come i takin, il leopardo delle nevi, il leopardo nebuloso, la tigre del Bengala, il bharal o la pecora blu dell'Himalaya, il cervo muschiato dell'Himalaya, l'orso dal collare, il panda rosso, il dhole o cane indiano selvatico, e il Prionodon pardicolor. È anche la sede del leopardo indiano, del serao, del sambar, del Muntjac, del goral, della marmotta, del pika e di oltre 300 specie di uccelli. È anche l'unico parco in Bhutan, dove l'animale (takin), il fiore (papavero blu), l'uccello (Raven) e l'albero (cipresso) nazionale esistono insieme.

## Cultura
Il Parco di Jigme Dorji contiene anche siti di importanza culturale ed economica. Il monte Jomolhari e il monte Jitchu Drake sono venerati come case delle divinità locali. Lo dzong di Lingzhi Yügyal e lo dzong di Gasa sono siti di importanza storica. I fiumi Mo Chhu, Wangdi Chhu e Pa Chhu hanno le loro fonti nei laghi glaciali situati nel parco.

## Ghiacciai
Il Parco copre gran parte della porzione settentrionale del Distretto di Gasa, inclusi il Gewog di Lunana e il Gewog di Laya, sede di alcuni dei più importanti ghiacciai del Bhutan. Nel corso degli ultimi tempi questi ghiacciai hanno subito un intenso processo di fusione, causando alluvioni catastrofiche da laghi glaciali. Particolarmente degni di nota sono il Thorthormi, il Luggye e il Teri Kang. Durante la bella stagione sono numerosi i campi di scienziati e tecnici al lavoro per controllare i livelli di acqua al fine di prevenire eventuali inondazioni.

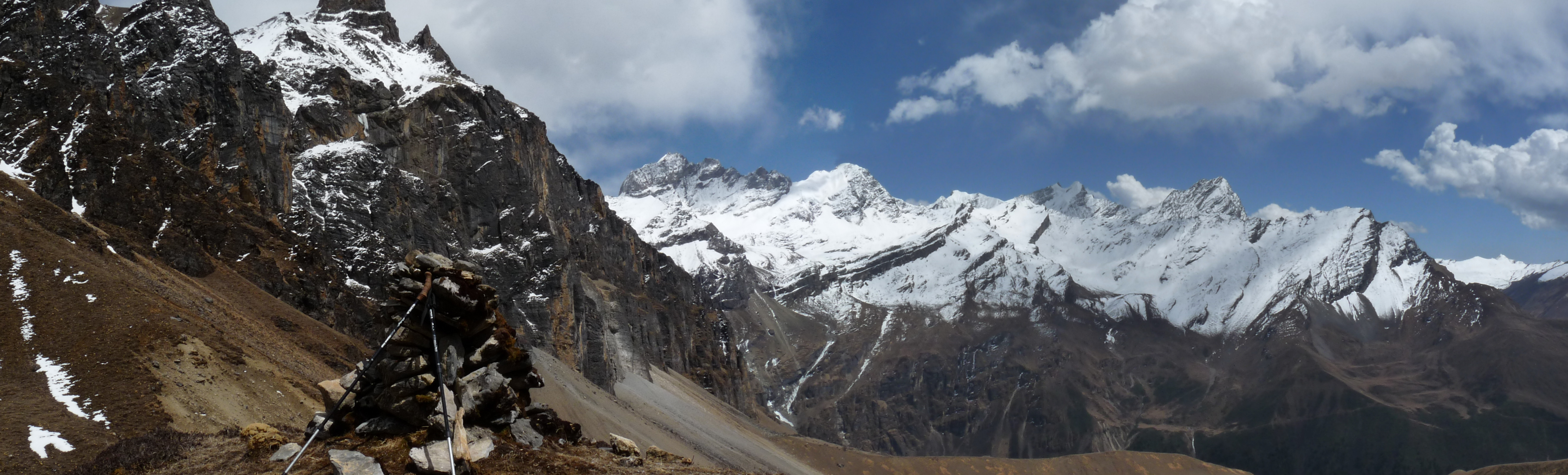
Cime dell'Himalaya nel Parco nazionale di Jigme Dorji.